# 馬爾庫斯·烏爾比烏斯·特拉亞努斯
馬爾庫斯·烏爾比烏斯·特拉亞努斯（Marcus Ulpius Traianus，約29年—98年之前）是一世紀羅馬元老院的成員。他是羅馬皇帝圖拉真的父親。

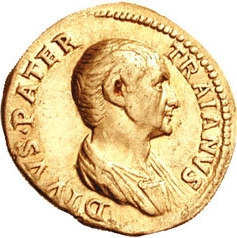
特拉亞努斯頭像的錢幣

特拉亞努斯的父母不詳。他的姊妹名為烏爾皮婭，是皇帝哈德良的祖母。特拉亞努斯的妻子名為瑪琪雅，她是提圖斯第二任妻子瑪琪雅·富爾妮拉的姊姊。特拉亞努斯和瑪琪雅有一子一女：圖拉真和烏爾皮婭·瑪琪雅娜。